# Уар
Уа́р (греч. Οὔαρος, эллинизация латинского имени Ва́р, лат. Varus; ум. ок. 307) — раннехристианский святой, почитается в лике мучеников, память совершается 19 октября (по юлианскому календарю) / 1 ноября — по григорианскому.

## Житие
Согласно житию Уар был воином, начальником римского отряда в Египте в начале IV века, принадлежал к числу тайных христиан. Открыто исповедав свою веру, Уар подвергся мученичеству и скончался от истязаний около 307 года.
Тело Уара, выброшенное на съедение зверям, взяла благочестивая вдова, Клеопатра, и сохраняла его в своём доме. По окончании гонений, в 312 году, она перевезла мощи Уара в Палестину и положила их в своём фамильном пещерном склепе в селении Эдре (в 8 милях от северного края Генисаретского озера), а затем построила в честь святого храм.

Канон святому Уару читается по умершим некрещёными, хотя каноничность такой молитвы в православной церкви считается не бесспорной. Основанием для этого является краткое житие Уара в Прологе. В нём сказано о том, что Клеопатра положила тело мученика в усыпальницу к своим нехристианским умершим предкам. Спустя некоторое время после смерти Уар явился Клеопатре и сказал ей:

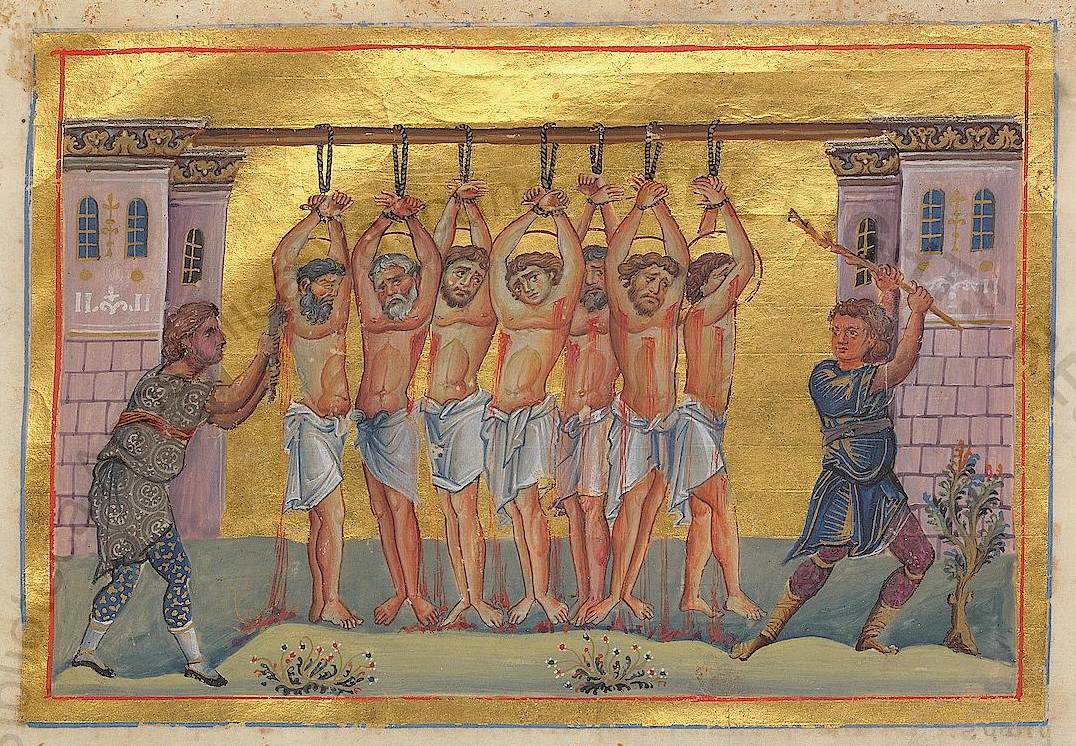

«Ѡ́ же́но, или́ забы́лъ ԑ́смь добродѣѧ́нїй твои́хъ, пе́рьвое оумоли́хъ б҃га ω ро́дѣ твое́мъ пога́номъ соу́щѣмъ, оу ни́хъ же положи́ ты мѧ въ гро́бѣ, и ѿпуще́нъ бы́сть им грѣ́хъ»
(перевод: «Женщина, разве я забыл твои добрые дела? Я умолил Бога о родственниках твоих поганых, среди умерших тел которых ты положила моё тело, и были прощены им грехи»).

## Почитание на Руси
В российских музеях присутствует заметное число икон, изображающих этого редкого святого. Возможно, это было связано с важностью этого имени для царской семьи. Два погибших в детстве сына царя Ивана Грозного старший (1552—1553) и знаменитый младший (1582—1591), царевичи Дмитрии, были, скорей всего, тёзками и по-христиански «прямому имени» обоих звали Уарами, ведь его празднование приходится на 19 октября — день рождения одного из них.
Исследователи княжеской антропонимики А. Ф. Литвина и Ф. Б. Успенский выдвинули версию, что прямое имя старшего из братьев-Дмитриев было Уар, основываясь на росписи над его погребением, а также на том, что в середине XVI века у северной апсиды Архангельского собора пристраивают придел этого святого, что во времена Ивана Грозного должно было иметь чёткую родственную связь. Однако в письменных источниках старший царевич никогда этим именем не называется.
День святого Уара (редкий святой, не входивший в круг фамильных) приходится ровно на 8 дней раньше дня святого Дмитрия, и второе княжеское имя вполне могли дать «по восьмидневному обрезанию» в крещение ребёнка. Однако нельзя полностью исключить и версию, что этот царевич родился 11 или 12 октября, получил имя "Уар" на 8-й день, а Дмитрий — как ближайшее в месяцеслове княжеское имя.
Однако при этом возникает вопрос о том, почему младший сын царя, Дмитрий Углицкий, также носил прямое имя "Уар", а датой его рождения считается 19 октября. Причина, по которой младший царевич получил то же имя, что и покойный старший брат, неясна; совпадение, при котором они оба родились 19 октября, маловероятно. «Что же касается Дмитрия Угличского, то он, по всей видимости, мыслился как прямое подобие своего рано умершего брата-первенца. (…) Исходя из сказанного, представляется весьма вероятным, что св. Уар стал покровителем ребёнка, так как был покровителем его умершего брата-первенца. Таким образом, оба имени — и Дмитрий, и Уар — Дмитрий Углицкий мог получить „по наследству“, вне строгой связи с церковным календарём. Если следовать этой версии, то получается, что дата рождения (19 октября) Дмитрия Угличского в тех летописях, где она указывается, высчитана задним числом, исходя из знания его имён». Однако они не исключают, что Уаром всё-таки был только младший, и то, что оба таким образом родились в октябре — совпадение.

### Церкви и часовни

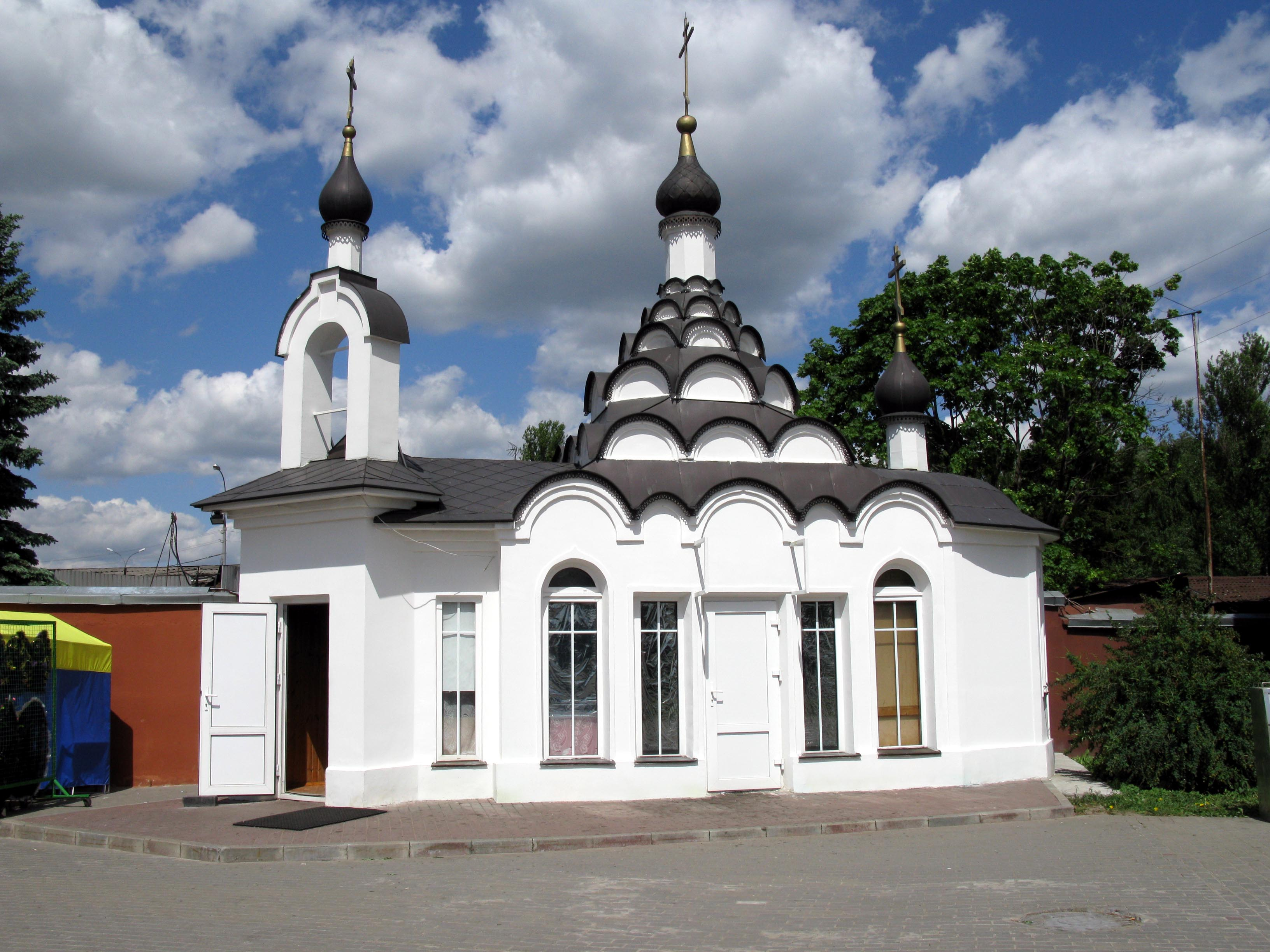
Часовня мученика Уара на Николо-Архангельском кладбище. Балашиха, Московская область

- в Троице-Георгиевском женском монастыре в селе Лесное Адлерского района города Сочи[6];
- в деревне Вëшки Мытищинского района[7];
- в селе Тихоновка Иркутской области[8];
- в Истомихе на Домодедовском кладбище;
- на Николо-Архангельском кладбище в Балашихе;
- в селе Мугреево-Никольском Южского района Ивановской области (сгорел в 2007 году, восстанавливается);
- в село Варзуга Терского района Мурманской области;
- Церковь Димитрия на крови — прямое имя царевича Димитрия — Уар;
- в Архангельском соборе Московского Кремля есть придел святого Уара[9];
- в часовне в селе Нижняя Тавда Тюменской области, на кладбище;
- в Липецке возводится храм в честь священномученика Уара, первого епископа Липецкого[10];
- в Волоколамске, в храме в честь Покрова Пресвятой Богородицы один из приделов назван в честь мученика Уара;
- в городе Уварово Тамбовской область (бывш. село Уарово) в одной из церквей существовал придел святого Уара;
- Церковь Уара Мученика, Машкинское шоссе, Москва;
- в с. Икском Устье, Менделеевский район Республики Татарстан.

## Дни празднования
- в Православной церкви: 19 октября (юлианский календарь), 1 ноября (григорианский календарь)
- в Католической церкви: 19 октября (григорианский календарь)
- в Армянской апостольской церкви: 22 октября и в понедельник после седьмого воскресенья по Воздвижению Креста Господня
- в Сирийской православной церкви: 19 октября